# Це, Николас
Китайская фамилия 謝 транскрибируется с кантонского как Че/Це, со стандартного китайского — Се.
Николас Це (англ. Tse Ting-Fang, кит. 謝霆鋒) — китайский актёр, режиссёр, продюсер, музыкант и композитор. Член Emperor Entertainment Group. Первоначально постигая боевые искусства по видео и телевидению, впоследствии он начал заниматься ими профессионально.

## Детство
Николас старший из двух детей, рождённых в семье гонконгских актёров — Патрика Се (кит. 谢 贤) и актрисы Деборы Ли (кит. 狄波拉) китаянки из Канады. У него есть младшая сестра Дженифер Се. Начав обучение в школе святого Георга, впоследствии он проучился год в Гонконгской интернациональной школе, однако бросил обучение в 10 классе. После он жил в городе Финикс (Аризона) и снова вернулся в Ванкувер. Затем он изучал музыку в Японии, перед тем как окончательно вернуться в Гонконг.

## Карьера

### Кино
- 1999 — Полиция будущего / Gen-X Cops — Джек, лидер полицейского отряда
- 2003 — Медальон / The Medallion — официант
- 2004 — Новая полицейская история / Xīn Jǐngchá Gùshì — Фрэнк Ченг Сю-Фунг
- 2005 — Клятва / The Promise — Ухуань
- 2006 — Роб-Би-Гуд / Bo Bui Gai Wak — Николас, водитель фургона службы безопасности (камео)
- 2007 — Неуязвимая мишень / 男兒本色 — Чан Чунь, детектив
- 2009 — Телохранители и убийцы / 十月圍城 — Дэн Сыди
- 2011 — Шаолинь / 新少林寺 — Цао Мань, заместитель Хоу Цзе
- 2017 — Сваргань ураган / 决战食神 — Скай / Гао Тянь Цы
- 2018 — Бомбардировка / Air Strike — Лэй Тао
- 2021 — Перекрёстный огонь / Raging Fire — Яо Конг Хо, протеже Чёна Сунпона

### Личная жизнь
В 2006 году Николас Се женился на актрисе Сесилии Чжан (кит. 張柏芝), а в 2007 году родился их первенец Лукас. В 2010 году Николас стал отцом во второй раз. Его супруга родила второго сына, которого назвали Квинтиус.

## Реклама
Се рекламировал такие бренды как Coca-Cola, Pepsi, Sony, Biolyn, New World Mobility и Matsunichi.. Помимо этого он часто появляется на страницах модных журналов. В 2008 году его статуя была установлена в шанхайском музее Мадам Тюссо.